# 丹松南嘉
丹松南嘉（锡金语：བསྟན་སྲུང༌རྣམ་རྒྱལ་，威利：bstan srung rnam rgyal，THL：Tensung Namgyal；1644年—1700年）是锡金王国的第二代却嘉（国王）。
他于1670年继承父亲彭措南嘉的王位，并将都城从尤卡索姆迁到加尔辛格附近的拉布登策。在位期间，宁玛派僧人计美甲措从西藏来到锡金，成为拉尊钦波的转世。
他有三位妻子：
第一位妻子是西藏人，1688年生下第三代却嘉查多南嘉。
第二位妻子是不丹人，生一女蓓蒂旺姆。
第三位妻子是林布族头人之女。